# Alda Marco Antônio
Alda Marco Antônio (n. 22 de septiembre de 1944, Uberaba) es una ingeniera civil,  y política brasileña, afiliada al Partido del Movimiento Democrático Brasileño (PMDB).
Fue teniente de alcalde de la ciudad de São Paulo entre 2009 y 2013.

## Carrera
Incentivada por Ulysses Guimarães, fue fundadora de la "Comisión de Mujeres del Movimiento Democrático Brasileño (MDB) , y ayudó a implantar el "Consejo Estadual de la Condición Femenina", de la que fue una de sus presidentes. Su actuación fue fundamental para la creación de la primera Delegación de Defensa de la Mujer, en 1983.
Alda fue secretaria estadual de Trabajo, de 1986 a 1987) durante el gobierno de Franco Montoro,  y Secretaria del Menor, de 1987 a 1992) en los de Quércia y de Fleury. De los catorce "Programas de Atención de niños de la calle, que creó e implantó durante su gestión en la Secretaría del Menor, ocho fueron escogidos como modelos para otros países, y divulgados globalmente por la UNICEF (la Agencia de la ONU para la infancia).
Em 1992, fue convocada por el presidente de la República Itamar Franco, para dirigir la "Fundación Centro Brasileño para la Infancia y la Adolescencia". En ese período, representó al Brasil, en el "Instituto Iberoamericano de la Infancia", de la OEA. Fue también secretaria municipal de Asistencia Social de la Prefectura de São Paulo; de abril de 1999 a diciembre de 2000, durante la gestión de Pitta.
Fue candidata al Senado del Brasil, por São Paulo, en las elecciones generales de Brasil de 2006 por la coalición PMDB–PP, obteniendo la 3ª colocación con 929.179 votos (4,94% de los válidos) – estando ubicada detrás del victorioso Eduardo Suplicy (PT), que obtuvo 8.986.803 votos (47,82% de los válidos),  y de Guilherme Afif Domingos (DEM), que obtuvo 8.212.177 votos (43,70% de los válidos).
Fue elegida en las elecciones municipales de Brasil de 2008 como viceprefecta de São Paulo, en la lista de Gilberto Kassab (PSD),  cumpliendo mandato desde el 1 de enero de 2009 al 1 de enero de 2013 – habiendo sido la primera mujer electa para ese cargo. También ocupa el cargo de secretaria municipal de "Asistencia y Desarrollo Social".